# Хатлон (тоннель)
38°28′12″ с. ш. 69°11′25″ в. д.

Тонне́ль Хатло́н (тадж. Нақби Хатлон), ранее назывался Чормагза́к (тадж. Нақби Чормағзак) — один из автомобильных тоннелей в Таджикистане. Проходит под Каратегинским хребтом, а точнее под перевалом Чормагзак. Тоннель в среднем находится на высоте 1400 метров над уровнем моря. Длина тоннеля составляет 4 километра 430 метров (4300 метров). Находится на крайнем западе Файзабадского района, который входит в состав районов республиканского подчинения. У южного входа тоннеля расположена деха́ (село) Худжалони́, у северного входа находится деха́ Чормагза́к. Также в непосредственной близости с тоннелем находятся сёла Калимиhа́к и Муллоашури́.
Тоннель Хатлон связывает столицу страны — Душанбе с южной, густонаселённой Хатлонской областью страны, являясь одной из важнейших транспортных артерий государства. До строительства тоннеля, дорога из Куляба в Душанбе была длиннее примерно на 100 км, и дорога дополнительно проходила через высокогорный перевал «Чормагзак».
Строительство тоннеля началось в марте 2010 года, а договоренность о строительстве была достигнута в 2007 году. Общая стоимость проекта составила 68 миллионов долларов США. Тоннель был официально сдан в эксплуатацию в ноябре 2013 года. Изначально называлась «Чормагза́к», но в марте 2014 года был переименован в «Хатлон». Строительство тоннеля являлось частью крупного проекта по реконструкции автомобильной дороги «Душанбе — Вахдат — Дангара». Средства для проекта были выделены Китайской Народной Республикой, которая выдала средства Таджикистану в качестве кредита. Генеральным подрядчиком проекта являлся китайский CRBC. После открытия, расстояние автомобильной дороги «Душанбе — Вахдат — Куляб» по сравнению с расстоянием автодороги «Душанбе — Курган-Тюбе — Куляб» сократилось на 100 км.
В начале 2018 года из-за землетрясений просел 150 метров участка проезжей части тоннеля, и тоннель был закрыт на месяц для ремонтных работ.